# Eduard von Westernhagen
Eduard Ernst Louis von Westernhagen (* 24. November 1851 in Abbendorf; † 23. Oktober 1921) war ein preußischer Generalleutnant.

## Leben

### Herkunft
Er war der Sohn des königlichen Oberförsters Thilo von Westernhagen (1804–1872) und dessen Ehefrau Rosa, geborene Bogen (1816–1895).

### Militärkarriere
Westernhagen besuchte die Klosterschule Roßleben. Zu Beginn des Krieges gegen Frankreich trat er im Juli 1870 als Avantageur in das Ersatz-Bataillon des 3. Posenschen Infanterie-Regiments Nr. 58 der Preußischen Armee in Glogau ein. Mit dem Regiment nahm er vom 22. November 1870 bis zum 21. Januar 1871 an der Belagerung von Paris teil.
Nach dem Friedensschluss avancierte Westernhagen am 9. März 1872 zum Sekondeleutnant. Von 1877 bis 1880 war er als Inspektionsoffizier an die Kriegsschule Potsdam kommandiert. Nach seiner Beförderung zum Premierleutnant absolvierte Westernhagen ab Oktober 1881 für drei Jahre die Kriegsakademie. Mit seiner Beförderung zum Hauptmann wurde er am 13. Dezember 1888 in das in Hagenau stationierte Infanterie-Regiment Nr. 137 versetzt. Hier fungierte Westernhagen als Chef der 3. Kompanie. In gleicher Eigenschaft folgte am 27. Januar 1894 seine Versetzung nach Breslau in das Grenadier-Regiment „Kronprinz Friedrich Wilhelm“ (2. Schlesisches) Nr. 11. Dort am 18. Juni 1895 zum Major befördert, wurde Westernhagen ein Jahr später als Bataillonskommandeur in das ebenfalls in Breslau stationierte 4. Niederschlesische Infanterie-Regiment Nr. 51 versetzt. Mit der Bildung des Infanterie-Regiments Nr. 156 trat Westernhagen am 1. April 1897 mit weiteren Offizieren und Mannschaften zu diesem neuen, in Brieg stationierten Verband über. Er war bis 15. Juni 1901 Kommandeur des II. Bataillons und kam anschließend nach Graudenz zum Stab des Kulmer Infanterie-Regiments Nr. 141. Hier avancierte er am 7. Juli 1901 zum Oberstleutnant und wurde am 14. Juni 1904 mit der Beförderung zum Oberst Kommandeur dieses Regiments. Am 27. Juli 1908 kommandierte man Westernhagen zur Vertretung des erkrankten Kommandeurs der 19. Infanterie-Brigade Paul Albrecht nach Posen. Unter Beförderung zum Generalmajor ernannte man ihn am 18. August 1908 zum Kommandeur dieses Großverbandes. Anlässlich des Ordensfestes 1910 erhielt er am 18. Januar 1910 für seine Leistungen in der Truppenführung den Roten Adlerorden II. Klasse mit Eichenlaub. In Genehmigung seines Abschiedsgesuches wurde Westernhagen unter Verleihung des Charakters als Generalleutnant am 20. März 1911 mit der gesetzlichen Pension zur Disposition gestellt.
Während des Ersten Weltkriegs wurde er als z.D.-Offizier wiederverwendet. Westernhagen führte zunächst das nach ihm benannte Detachement an der Ostfront und nach der Etatisierung die daraus gebildete 89. Infanterie-Division bis zum 4. Oktober 1915.
Er war Rechtsritter des Johanniterordens.

### Familie
Westernhagen war mit Clara geborene Sentker (* 1863) verheiratet. Aus der Ehe gingen die vier Söhne Thilo (* 1884), Edel (* 1888), Kurt (1891–1945) und Gero (* 1904) hervor.